# Boadilla de Rioseco
Boadilla de Rioseco es un municipio y localidad española de la provincia de Palencia, en la comunidad autónoma de Castilla y León. Situado en la comarca natural de Tierra de Campos, forma parte del partido judicial de Palencia.

## Toponimia
El nombre originario de la localidad fue “Bovatella in Rido seco” utiliazado en la Edad Media que significaba: "lugar de la hoyada o acaso de la boyada (de lugar de bueyes)".

## Geografía

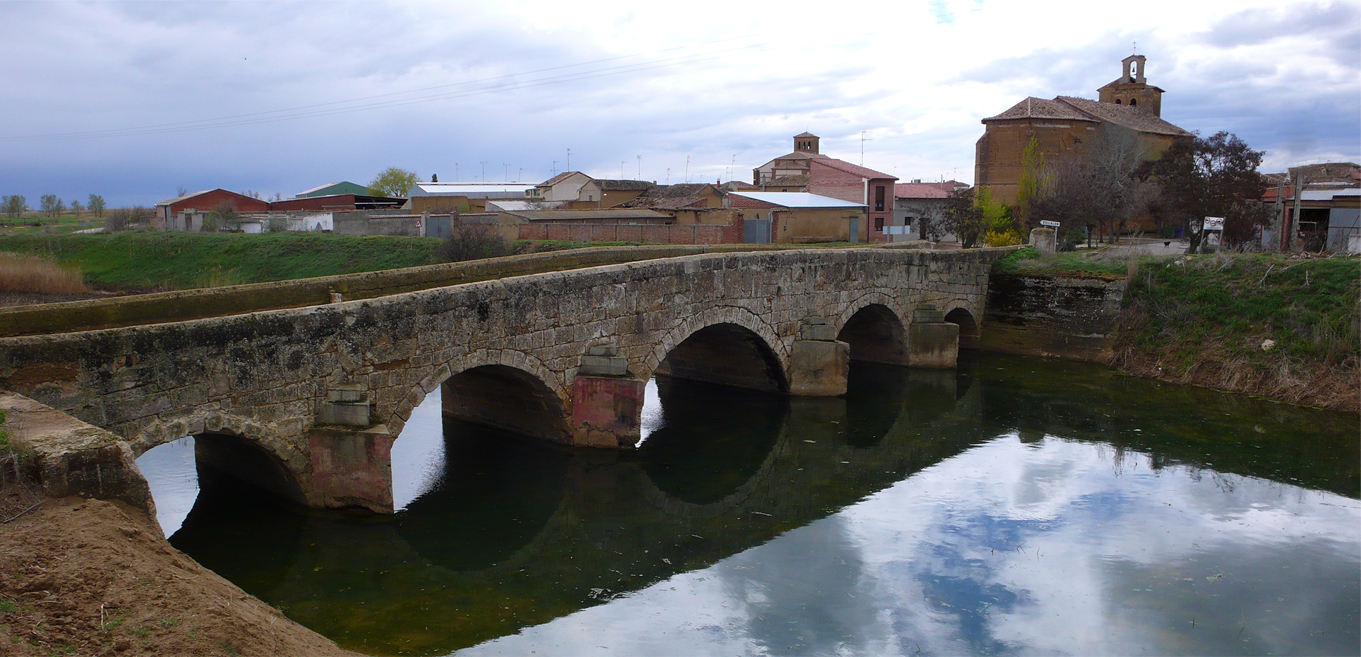
Puente sobre el río Sequillo

Se encuentra a 40 kilómetros de la capital en la campiña de Tierra de Campos y se sitúa en el centro del triángulo formado por Villalón de Campos, Villada y Cisneros.

## Medio natural
El término municipal está integrado dentro de la Zona de especial protección para las aves denominada La Nava - Campos Norte perteneciente a la Red Natura 2000.

## Historia
A la caída del Antiguo Régimen la localidad se constituye en municipio constitucional en el partido de Frechilla , conocido entonces como Boadilla de Rioseco o de las Avellanas, y el monasterio de Benavides. En el censo de 1842 contaba con 229 hogares y 1.191 vecinos.
Hasta la década de 1960, la estación de ferrocarril de la localidad era una de las del ramal Medina de Rioseco-Villada de la Compañía de Ferrocarriles Secundarios de Castilla, de vía estrecha.

## Demografía
Cuenta con una población de 101 habitantes (INE 2024).

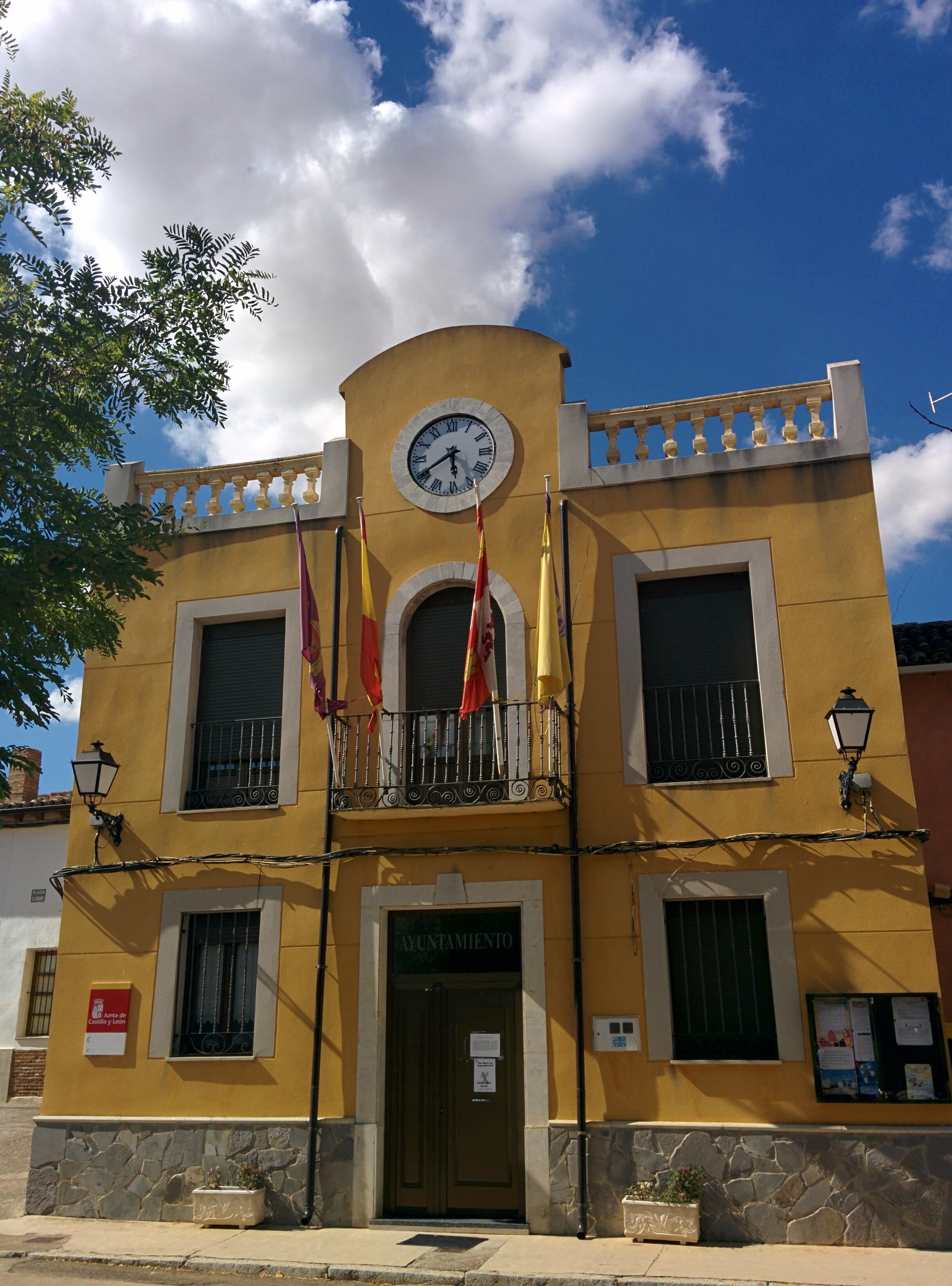
Casa consistorial

| Gráfica de evolución demográfica de Boadilla de Rioseco entre 1842 y 2021                                             |
| |
| Población de derecho según los censos de población del INE. Población de hecho según los censos de población del INE. |

## Economía
Su principal actividad es la agricultura de secano. Existe un minoritario cultivo de viñas al noroeste de la población.

## Comunicaciones
Esta población está conectada a la red vial, por las carreteras P-905 y P-930.

## Patrimonio

### Iglesias

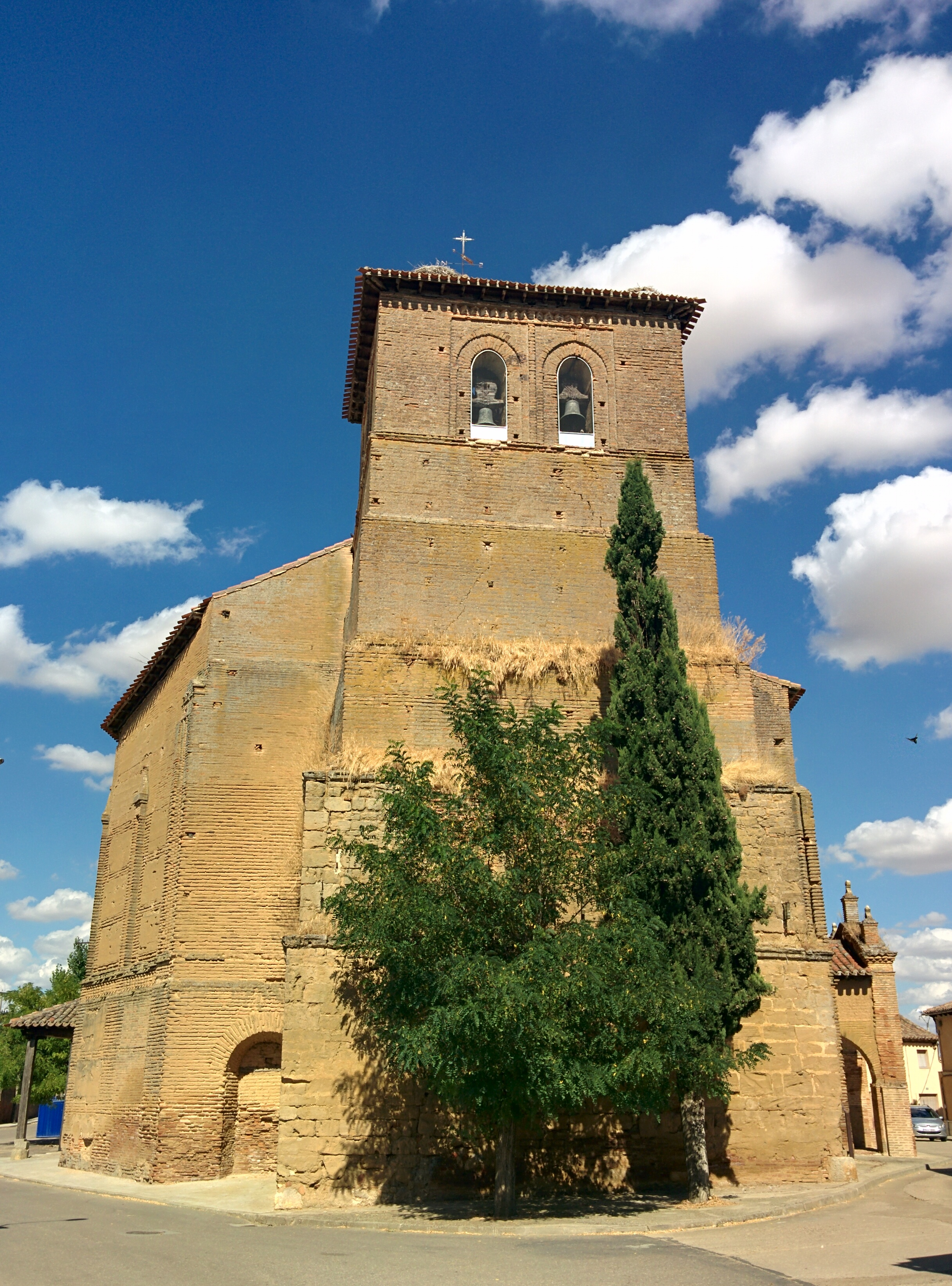
Iglesia del Salvador

Este municipio posee dos iglesias barrocas: Iglesia de San Salvador (siglo XVI), construida en 1647 por el cantero Andrés de Buega compuesta de tres naves con bóvedas de aristas soportadas por pilares cilíndiricos con tres retablos barrocos y la iglesia de Santa María (siglo XVII). Así como una ermita, la ermita de la Virgen del Amparo, patrona del pueblo, que se encuentra a las afueras y un puente sobre el río Sequillo.

### Caserío de Benavides
De este caserío surgen las raíces del nacimiento de esta población. El "Caserío de Benavides", actual caserío agrícola, y antiguo monasterio llamado de Real Monasterio de Santa María de Benavides. Fue fundado en el siglo XII, en el año 1169 por la condesa Estefanía Ramírez—esposa del conde Ponce de Minerva—, al cual Alfonso VIII, donde en 1179 se cedió a la heredera de Bene-Vivas, de donde deriva el nombre de Benavides. En 1179 se establecen los monjes los cistercienses que estaban en el Monasterio de Valverde de Campos e inicialmente se llamó Santa María de Valverde de Boadilla, de donde deriva el nombre de la zona donde se encuentra: Valverde.
El Monasterio se desarrolló mucho sobre 1254 con el favor nobiliario de Rodrigo González Girón que llegó a ser Mayordomo de Fernando III el Santo. El cual fue enterrado en la iglesia del Monasterio la cual hoy día no existe. En 1813 quedan inhabilitados varios conventos entre los que se encuentra este. A causa de la desamortización Josefina, en la cual se vendieron muchos terrenos pertenecientes al clero, sus monjes se vieron en la calle en 1809. Después de la invasión francesa recuperan sus fincas para volver a perderlas con la desamortización de Mendizábal. Fue vendido en 1841 a favor de Manuel Martínez de Palencia por 130.000 reales.

## Hermanamiento
Boadilla de Rioseco participa en la iniciativa de hermanamiento de ciudades promovida, entre otras instituciones, por la Unión Europea. A partir de esta iniciativa se han establecido lazos con la siguiente localidad:
| Poblaciones hermanadas |                          |                        |        |                                                                              |        |
| País                   | Ciudad                   | Fecha de hermanamiento | Escudo | Web de la ciudad                                                             | Imagen |
| Paraguay               | Santiago de las Misiones | 1996                   |        | Departamento de Misiones Archivado el 4 de marzo de 2016 en Wayback Machine. |        |